# Dystrykt Viqueque
Dystrykt Viqueque (tetum Vikeke) – jeden z 13 dystryktów Timoru Wschodniego, znajdujący się we wschodniej części kraju, posiadający dostęp do morza Timor. Stolicą dystryktu jest Viqueque, leżąca 183 km na południowy wschód od stolicy kraju Dili. 
Graniczy z dystryktami: Baucau od północy, Lautém od wschodu oraz Manatuto od zachodu.